# 鳥取沙丘
35°32′24″N 134°13′39″E / 35.54°N 134.2275°E
鳥取沙丘（日语：鳥取砂丘）是位於日本鳥取縣鳥取市日本海海岸的沙丘，東西長16公里，南北寬2.4公里，最大的沙丘落差約有90公尺。
鸟取沙丘是由源自日本中国地方中国山地的千代川急流输送而来的花岗岩质泥沙和日本海冬季海浪的共同作用下形成的。
鳥取沙丘屬於山陰海岸國立公園的特別保護地區，為日本最大的觀光沙丘。1955年日本政府指定為天然紀念物，2007年入選日本地質百選。

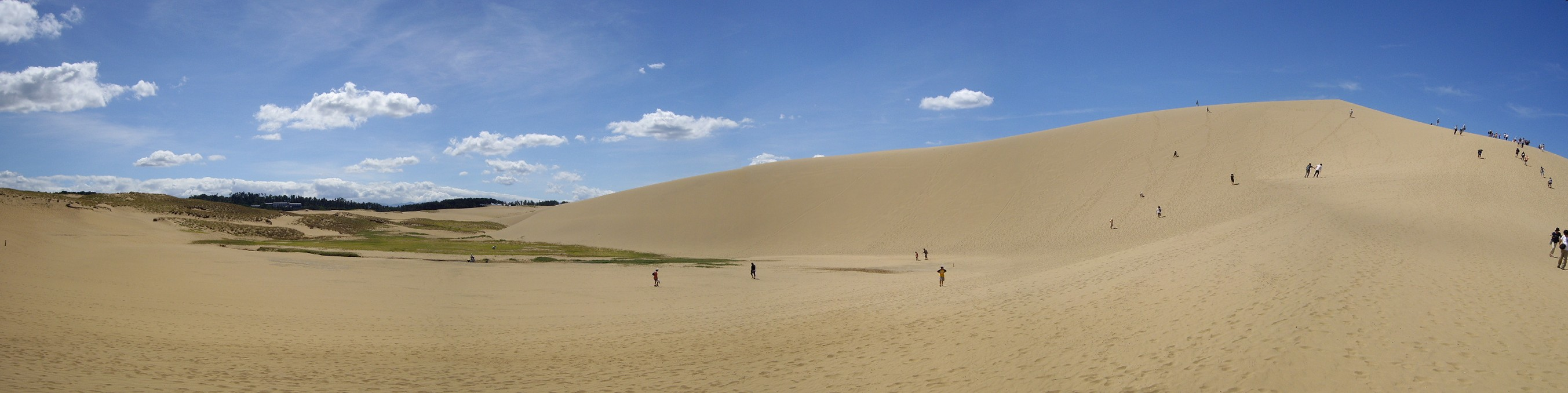
馬之背沙丘，越過後即為日本海

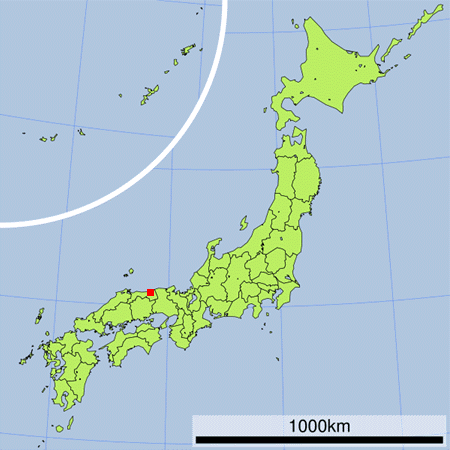
位置